# Tenedos huila
Espèce
Tenedos huila est une espèce d'araignées aranéomorphes de la famille des Zodariidae.

## Distribution
Cette espèce est endémique de Colombie,. Elle se rencontre dans les départements de Huila, de Putumayo et de Cauca.

## Description
Le mâle holotype mesure 4,33 mm et la femelle paratype 5,30 mm, les mâles mesurent de 4,13 à 4,57 mm et les femelles de 4,01 à 5,30 mm.

## Systématique et taxinomie
Cette espèce a été décrite par Martínez et Brescovit en 2023.

## Étymologie
Son nom d'espèce lui a été donné en référence au lieu de sa découverte, le département de Huila.

## Publication originale
- Martínez, Brescovit & Martínez, 2023 : « Revealing the diversity of ant-eating spiders in Colombia II: morphology, distribution, and taxonomy of the trilobatus group of the genus Tenedos O. Pickard-Cambridge, 1897 (Araneae: Zodariidae). » Zootaxa, no 5328(1), p. 1-66.